# Morales del Vino
Morales del Vino település Spanyolországban,  Zamora tartományban. Morales del Vino Zamora, Arcenillas, Casaseca de las Chanas, Cazurra, Peleas de Abajo, Casaseca de Campeán, El Perdigón és Entrala községekkel határos. Lakosainak száma 3085 fő (2024).

## Népesség
A település népessége az utóbbi években az alábbiak szerint változott:
| Lakosok száma | 1703 | 2032 | 2345 | 2634 | 2858 | 2887 | 2950 | 2947 | 3060 | 3085 |
|               | 2001 | 2004 | 2007 | 2009 | 2012 | 2014 | 2017 | 2019 | 2022 | 2024 |